# Crudia viridiflora
Crudia viridiflora är en ärtväxtart som beskrevs av Timothy Charles Whitmore. Crudia viridiflora ingår i släktet Crudia, och familjen ärtväxter. Inga underarter finns listade i Catalogue of Life.